# European Boxing Union
European Boxing Union (også kendt blandt boksefans som EBU) er den europæiske bokseunion. Unionens titel er europamesterskabet, og titlen bliver generelt anset for at være det "rigtige" europamesterskab, selvom der er andre forbund, der har europamesterskabstitler.
EBU startede som (IBU) International Boxing Union i Paris i 1910. IBU blev til EBU i 1946.

## Danske vindere
En række danske boksere har gennem tiderne erobret denne titel:
- Tom Bogs
- Mads Larsen
- Rudy Markussen
- Christian Christensen
- Christian Bladt
- Jørgen Hansen
- Hans Henrik Palm
- Thomas Damgaard
- Søren Søndergaard
- Børge Krogh
- Gert Bo Jacobsen
- Jimmi Bredahl
- Dennis Holbæk Pedersen
- Knud Larsen
- Lars Lund Jensen
- Racheed Lawal
- Spend Abazi
- Johnny Bredahl
- Jesper D. Jensen
- Dennis Ceylan
- Dina Thorslund